# Villy-sur-Yères
Villy-sur-Yères és un municipi francès situat al departament del Sena Marítim i a la regió de Normandia. L'any 2007 tenia 182 habitants.

## Demografia

### Població
El 2007 la població de fet de Villy-sur-Yères era de 182 persones. Hi havia 70 famílies de les quals 12 eren unipersonals (4 homes vivint sols i 8 dones vivint soles), 25 parelles sense fills, 25 parelles amb fills i 8 famílies monoparentals amb fills.
La població ha evolucionat segons el següent gràfic:
Habitants censats

### Habitatges
El 2007 hi havia 85 habitatges, 70 eren l'habitatge principal de la família, 12 eren segones residències i 3 estaven desocupats. 83 eren cases i 1 era un apartament. Dels 70 habitatges principals, 57 estaven ocupats pels seus propietaris i 13 estaven llogats i ocupats pels llogaters; 1 tenia una cambra, 2 en tenien dues, 14 en tenien tres, 16 en tenien quatre i 37 en tenien cinc o més. 62 habitatges disposaven pel capbaix d'una plaça de pàrquing. A 35 habitatges hi havia un automòbil i a 31 n'hi havia dos o més.

### Piràmide de població
La piràmide de població per edats i sexe el 2009 era:
| Homes | Edats   | Dones |
| ----- | ------- | ----- |
| 0     | 95 o +  | 0     |
| 0     | 90 a 94 | 0     |
| 0     | 85 a 89 | 1     |
| 0     | 80 a 84 | 2     |
| 4     | 75 a 79 | 5     |
| 4     | 70 a 74 | 2     |
| 3     | 65 a 69 | 4     |
| 2     | 60 a 64 | 4     |
| 4     | 55 a 59 | 3     |
| 5     | 50 a 54 | 5     |
| 3     | 45 a 49 | 3     |
| 8     | 40 a 44 | 5     |
| 6     | 35 a 39 | 4     |
| 6     | 30 a 34 | 7     |
| 5     | 25 a 29 | 3     |
| 2     | 20 a 24 | 4     |
| 4     | 15 a 19 | 7     |
| 5     | 10 a 14 | 6     |
| 3     | 5 a 9   | 3     |
| 2     | 0 a 4   | 4     |

## Economia
El 2007 la població en edat de treballar era de 118 persones, 82 eren actives i 36 eren inactives. De les 82 persones actives 76 estaven ocupades (47 homes i 29 dones) i 6 estaven aturades (4 homes i 2 dones). De les 36 persones inactives 13 estaven jubilades, 7 estaven estudiant i 16 estaven classificades com a «altres inactius».

### Ingressos
El 2009 a Villy-sur-Yères hi havia 73 unitats fiscals que integraven 195 persones, la mediana anual d'ingressos fiscals per persona era de 16.640 €.

### Activitats econòmiques
Dels 2 establiments que hi havia el 2007, 1 era d'una empresa de construcció i 1 d'una empresa de comerç i reparació d'automòbils.
L'únic servei als particulars que hi havia el 2009 era una lampisteria.
L'any 2000 a Villy-sur-Yères hi havia 10 explotacions agrícoles que ocupaven un total de 648 hectàrees.

## Equipaments sanitaris i escolars
El 2009 hi havia una escola elemental integrada dins d'un grup escolar amb les comunes properes formant una escola dispersa.

## Poblacions més properes
El següent diagrama mostra les poblacions més properes.